# Catedral luterana de Reikiavik
La Catedral de Reikiavik es uno de los edificios más antiguos de la ciudad del mismo nombre y la sede del único obispo de la Iglesia de Islandia. No es, sin embargo, la mayor iglesia de Islandia ni de Reikiavik.

## Historia
Fue erigida en 1787 y reconstruida y remodelada en 1817, 1819, 1846-48 y 1878 a causa de deficiencias estructurales. Su construcción fue consecuencia de la elevación de la ciudad a la categoría de sede episcopal en 1796, en sustitución de la antigua diócesis de Skálholt. Poco después, en 1801, se convirtió en la única catedral al abolirse la diócesis de Hólar. La catedral ha sido además escenario de importantes eventos históricos del país; ahí se celebró en 1874 el establecimiento del Reino de Islandia, que daba soberanía a la isla, y se entonó por primera vez el himno nacional. Además de su uso religioso, albergó temporalmente los archivos nacionales hasta 1881, cuando fueron trasladados a la Casa del Parlamento.
Es la catedral nacional de Islandia, y en ella se celebran desde 1845, de manera oficial, los servicios religiosos del gabinete del gobierno y de los miembros del Alþingi (parlamento).

## Descripción
Es un templo de modestas dimensiones, con techo a dos aguas. Su fachada principal está orientada hacia el noroeste, mirando hacia la Casa 
del Alþingi, y por el norte limita con la plaza Austurvöllur. Su planta es alargada, de tres naves, que limitan 
por el oeste con un vestíbulo y por el oriente con el pequeño coro, donde se encuentra el presbiterio.
En el exterior, la entrada se localiza en el pequeño vestíbulo adornado con lesenas, con tres puertas de arcos de medio punto y una sencilla cruz rematando el piñón. 
La parte de la nave es rectangular, con una pequeña torre-campanario en el extremo occidental y en lugar de rosetón, tres ventanas. En los muros laterales, hay cuatro ventanas de arco de medio punto a nivel de las arcadas, que se corresponden con cuatro pares de ventanas más pequeñas en el nivel del triforio. La torre es de cuatro lados; en la parte inferior, al frente, está el sello de Cristián VIII de Dinamarca y en los costados el escudo de armas de Islandia durante el gobierno danés (un bacalao en salazón); arriba, ventanas bíforas y por encima de éstas un reloj; finalmente, la torre está rematada por una veleta.
En el extremo oriental se encuentra el sencillo coro, de iguales dimensiones y decoración que el vestíbulo.
El interior también es austero, con muros y artesonado de color blanco. En las dos naves laterales hay una galería o segundo piso, que se conectan entre sí en la parte occidental del templo por medio de la galería del órgano. Entre el inventario, son dignos de mención el púlpito de madera, el retablo —un óleo de la resurrección—, y sobre todo la pila bautismal, una magnífica talla de Bertel Thorvaldsen en un bloque de mármol. 
La pila fue donada por el propio Thorvaldsen a Islandia (como da fe una inscripción en latín), y forma parte de una serie de tres copias: una se encuentra en la iglesia de Brahetrolleborg y otra en la iglesia del Espíritu Santo de Copenhague, ambas en Dinamarca. La pila tiene relieves en sus cuatro caras: el bautismo de Cristo, Cristo bendiciendo a los niños, los tres genios, y la Virgen y el Niño con San Juan Bautista.

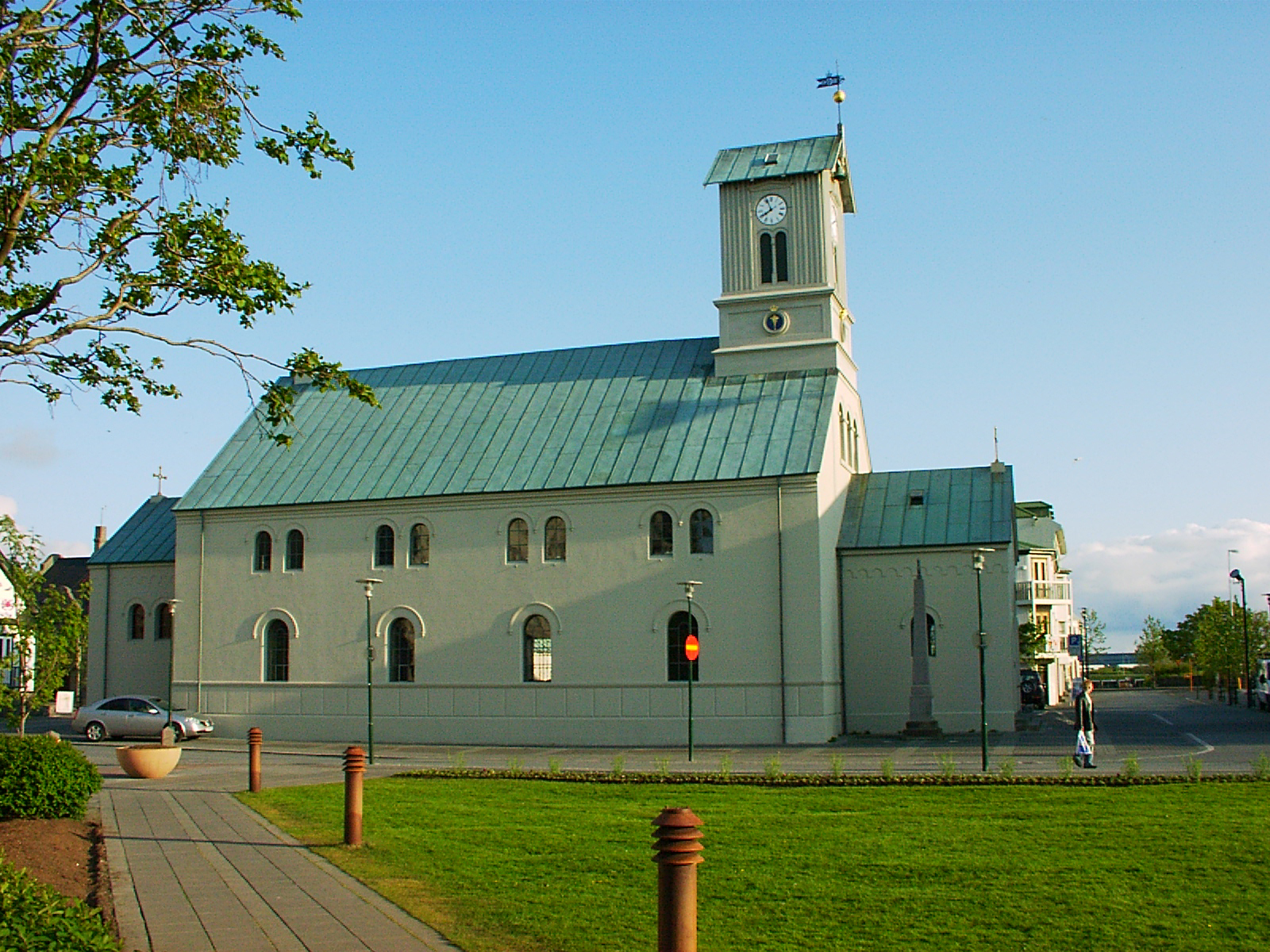
Vista desde el norte
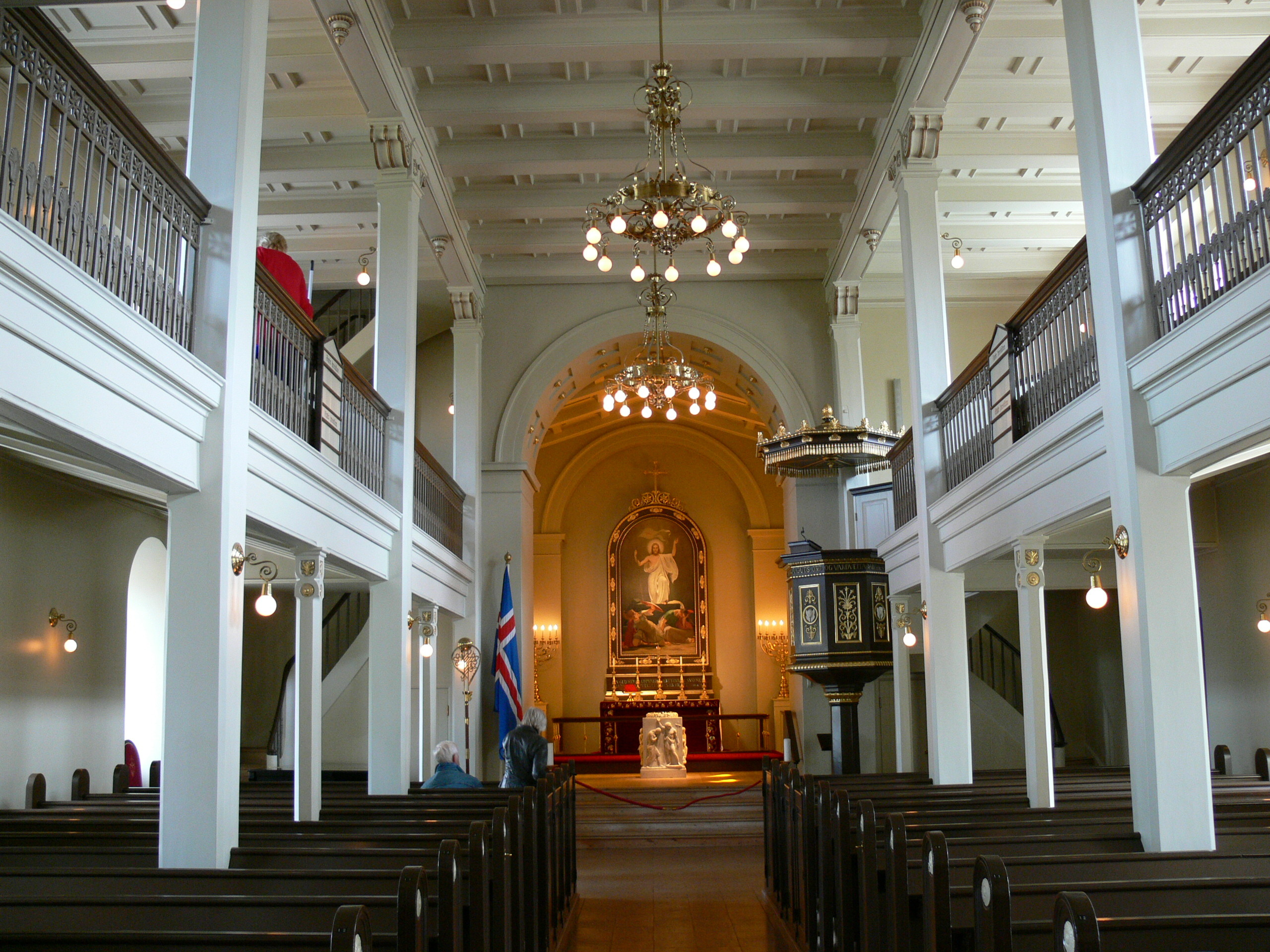
Interior, hacia el altar
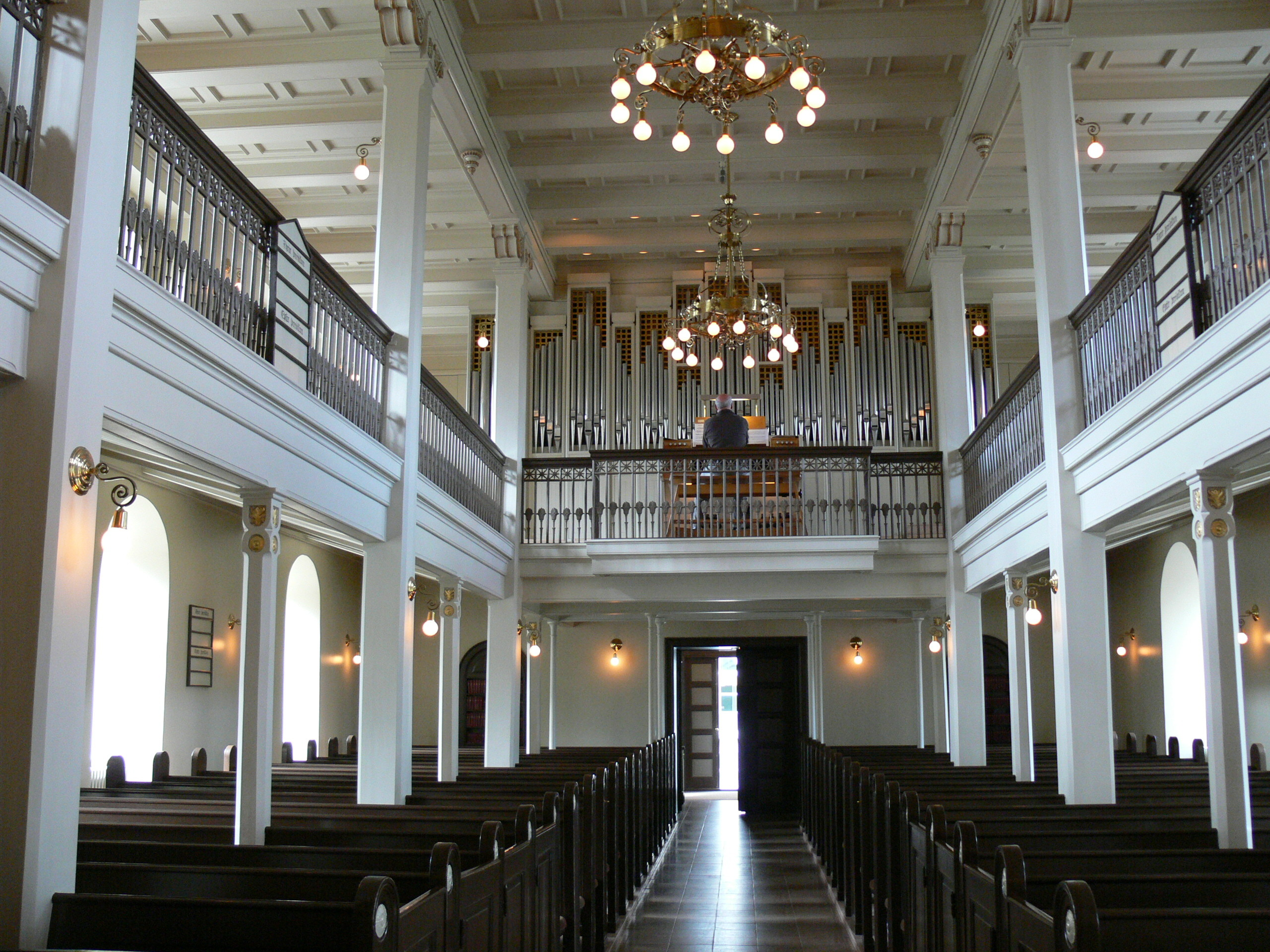
Interior, hacia la entrada
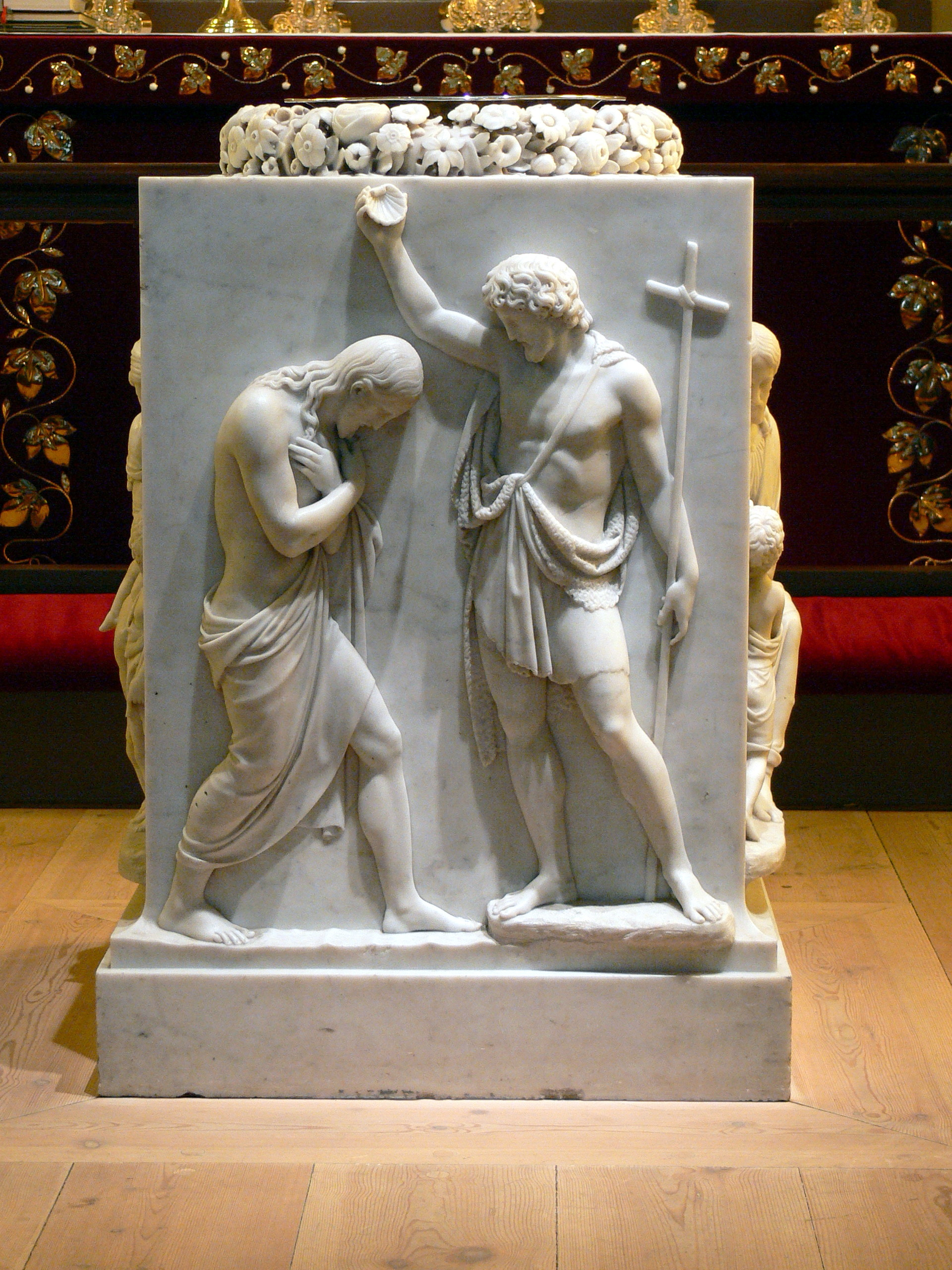
Pila bautismal, de Thorvaldsen